# Eee Gee
Eee Gee (kunstnernavn for Emma Grankvist, født 31. august 1992) er en dansk sanger-sangskriver, der skriver og spiller popmusik. Hun er kendt for sange som "Killing It", "Perfect 10" og "Promise To Pick Up The Phone".

## Baggrund
Emma Grankvist er vokset op nord for København, hvor hun efter folkeskolen blev student ved Christianshavns Gymnasium - i øvrigt sammen med barndomsveninden, musikeren Pil, med hvem hun gik i musikklasse sammen med. 
Herefter fulgte ikke færre en seks forgæves forsøg på at blive optaget på Rymisk Musikkonservatorie; og da en pladekontrakt med Sony Music glippede, rejste hun i 2020 til New York for at forfølge en musikkarriere der.

## Historie
Sideløbende med, at hun havde forskellige småjobs, debuterede Eee Gee som en del af duoen Young Tiger, der spillede elektro-pop, og som udgav ep'en "Yours Truly" i 2019.
Selv om duoen havde pæn succes, valgte Grankvist at blive solomusiker og udgav flere singler, bl.a. "Favorite Love", der blev P3's Uundgåelige.
Efter flere singler og en periode, hvor hun boede i New York, udgav hun i februar 2022 albummet "Winning", der fik fine anmeldelser.
Eee Gee blev i 2023 nomineret til Music Moves Europe-prisen - dog uden at vinde. I sensommeren 2023 udkom hendes andet album "She-Rex", der lige som det første album fik fine anmeldelser.
29. marts 2024 udgav Eee Gee singlen "Louise" i samarbejde med den færøske musiker Teitur. Sangen var en mindesang til fælles-veninden, Louise, som i 2017 introducerede Emma og Teitur for hinanden. Louise døde pludseligt og uventet i 2018.

## Diskografi
- 2022 – Winning
- 2023 – She-Rex